# Ligne éditoriale
La ligne éditoriale est l'ensemble des choix et décisions que fait un comité de rédaction, un directeur de collection littéraire, un producteur de radio, un producteur de télévision, ou tout autre acteur culturel pour se conformer à une ligne définie qui peut être circonscrite en fonction de divers critères, qu'ils soient moraux ou éthiques, thématiques, formels, ou autre.

## Presse
Dans la presse, la ligne éditoriale est généralement définie par un rédacteur en chef, en lien avec l'actionnaire, et décide du traitement des informations et de l'actualité effectué par un organe de presse. En cas de désaccord, le journaliste peut en théorie demander l'application de la clause de conscience, supervisée par la commission arbitrale, l'une des cinq grandes commissions qui cogèrent la profession, en vertu du paritarisme et des lois spécifiques à la profession.
Au sein d'un comité de rédaction, la ligne éditoriale permet de faire des choix de sujets à traiter, de hiérarchiser l'information. Elle donne une ligne directrice à tous les producteurs de contenus et induit un ton, un angle de traitement de l'information.
Les syndicats de journalistes demandent que la ligne éditoriale de chaque média respecte la Charte de Munich, adoptée par la Fédération européenne des journalistes et référence européenne concernant la Déontologie du journalisme, un texte qui distingue dix devoirs et cinq droits en reprenant les principes de la Charte des devoirs professionnels des journalistes français. Dans cet objectif, le SNJ, le SNJ-CGT, FO, la CFTC, et l'USJ CFDT ont rédigé à l'automne 2007 la pétition nationale pour l'indépendance des rédactions, dans le sillage du combat mené par les journalistes des quotidiens économiques Les Échos et La Tribune, en 2007, lorsque LVMH a vendu le second pour racheter le premier.

## Édition
La ligne éditoriale d’une maison d’édition ou d’une collection donne une cohésion globale à l’ensemble des œuvres éditées.  La ligne éditoriale exprime l’identité d’une maison d’édition ou  d’une collection. Elle permet à l’éditeur ou au directeur de collection de faire des choix parmi les manuscrits qui lui sont proposés par les auteurs. Elle permet au lecteur de se repérer dans l’offre, et de faire des choix de lecture et d’achat. La ligne éditoriale contribue à fidéliser les lecteurs.

## Jeu vidéo
Du fait de l'interdiction, dans certains pays, de la vente de jeux violents aux mineurs, du fait aussi de la censure exercée par certains points de vente (tel Walmart), des sociétés telles Nintendo ou Ubisoft vérifient que les jeux sortis sous leur nom respectent une certaine charte de moralité. Celle-ci évolue avec le temps ou les ventes, et sans elle des produits comme Conker's Bad Fur Day sur Nintendo 64 n'auraient jamais vu le jour.
Pour appliquer cette ligne éditoriale, des LINE DESIGNERS éditoriaux sont chargés de mettre en conformité produit et éthique. Cette forme d'autocensure est souvent honnête et favorise l'insertion du jeu vidéo auprès des enfants, mais contribue à l'y cantonner[réf. nécessaire].